# Rudolf III van Neuchâtel
Rudolf III van Neuchâtel (overleden in 1263) was van 1259 tot aan zijn dood graaf van Neuchâtel.

## Levensloop
Rudolf III was de zoon van graaf Berthold van Neuchâtel en diens echtgenote Richenza van Frobourg.
Hij werd door zijn vader benoemd tot graaf van Thielle. Nadat het kasteel van Neuchâtel in 1249 was afgebrand, startte Rudolf in 1250 de heropbouw van het kasteel. 
In 1259 volgde hij zijn vader op als graaf van Neuchâtel. Hij stierf in 1263.

## Huwelijk en nakomelingen
Rudolf III was gehuwd met Sibylle (overleden in 1277), vrouwe van Neuchâtel en dochter van heer Diederik III van Montbéliard. Ze kregen volgende kinderen:
- Ulrich IV (overleden in 1278), graaf van Neuchâtel
- Jan (overleden in 1308), proost van Neuchâtel en Chalon
- Amadeus (overleden in 1288), graaf van Neuchâtel
- Richard (overleden in 1310), kanunnik van Neuchâtel en Chalon en proost van Neuchâtel
- Hendrik (overleden in 1283), graaf van Neuchâtel
- Agnelette (overleden in 1306), huwde met heer Koenraad van Viviers
- Margaretha, huwde met Jan I van Blonay, heer van Saint-Paul-en-Chablais en Blonay-en-Chablais